# I buoni sentimenti stuzzicano l'appetito
I buoni sentimenti stuzzicano l'appetito (Les grands sentiments font les bons gueuletons) è un film del 1973 diretto da Michel Berny.
I protagonisti sono Michel Bouquet, Jean Carmet e Michael Lonsdale.

## Trama
A Parigi, Georges Armand sta organizzando il funerale dell'anziana madre, guidatrice piuttosto spericolata e amante della velocità, mentre il suo vicino Claude Reverson è alle prese con il matrimonio della figlia Anne-Marie.
Si susseguono contrattempi di vario genere: difficoltà di posteggio per un parente degli Armand, Stéphane; ingorghi che non permettono agli ospiti dei Reverson di arrivare in tempo per il matrimonio; dialoghi assurdi fra Claude Reverson e Stéphane (riguardo al vento e al campanello); situazioni incomprensibili dal barbiere, dove un passante viene accusato e quasi linciato per avere rotto una vetrata; poi un "animatore" che propone agli invitati della sposa un nuovo servizio elettronico per servire il drink di benvenuto. Fra equivoci e malintesi, entrambe le famiglie cercano di organizzare al meglio i due eventi, che si concludono con un confronto in cantina tra Claude e Georges, i quali tracciano un bilancio delle loro vite lontano dalle rispettive famiglie, in silenzio e ascoltando un disco a basso volume.